# Zuid-Amerikaanse Plaat

De Zuid-Amerikaanse Plaat in het paars, rechts van het midden op de afbeelding

De Zuid-Amerikaanse Plaat is een tektonische plaat die het continent Zuid-Amerika en ten oosten ervan de aanliggende oceanische korst tot de Mid-Atlantische Rug beslaat.
De oostgrens is een divergente plaatgrens met de Afrikaanse Plaat, die het zuidelijke deel van de Mid-Atlantische Rug vormt. De zuidelijke grens is een complexe overgang naar de Antarctische Plaat en de Scotiaplaat. De westgrens is een convergente plaatgrens met de subducerende Nazcaplaat. In het noorden ten slotte wordt de Zuid-Amerikaanse Plaat begrensd door de Caribische Plaat.
Er is enige speculatie dat de westwaartse beweging van de Zuid-Amerikaanse Plaat ervoor gezorgd heeft dat de Scotia- en Caribische Platen naar het oosten worden geperst. Deze twee kleinere platen hebben een vergelijkbare vorm en bewegen beide naar het oosten. Het idee is dat beide oude vulkanische (dikkere) stukken korst in de Farallonplaat waren, die moeilijk subduceerden en daarom langs Zuid-Amerika bewogen.
De overblijfselen van de oceanische Farallonplaat, tegenwoordig verdeeld over de Cocosplaat en de Nazcaplaat, subduceren onder de westelijke rand van de Zuid-Amerikaanse continentale korst. Deze subductie en het vulkanisme dat ermee gepaard gaat zijn verantwoordelijk voor de vorming van de Andes.